# Highbury & Islington (stacja kolejowa)
Highbury & Islington – stacja kolejowa i jednocześnie stacja metra w Londynie, na terenie Islington.

## Kolej
Obecnie głównym użytkownikiem stacji jest London Overground, którego pociągi zatrzymują się tu w czasie kursów po North London Line oraz East London Line. Na tej ostatniej linii stacja pełni funkcję północnego krańca. Oprócz tego od poniedziałku do piątku stacja jest obsługiwana również przez przewoźnika First Capital Connect, w ramach linii Northern City Line. Łącznie w roku statystycznym 2008/09 z peronów kolejowych stacji skorzystało ok. 4,714 mln pasażerów.

## Metro
Część stacji obsługiwana przez metro została otwarta w 1968 i leży na trasie Victoria Line. Stacja należy do drugiej strefy biletowej, zaś w roku kalendarzowym 2008 skorzystało z niej ok. 13,73 mln pasażerów. Metro pełni funkcję zarządcy całej stacji - zarówno swojej części, jak i kolejowej.

## Galeria

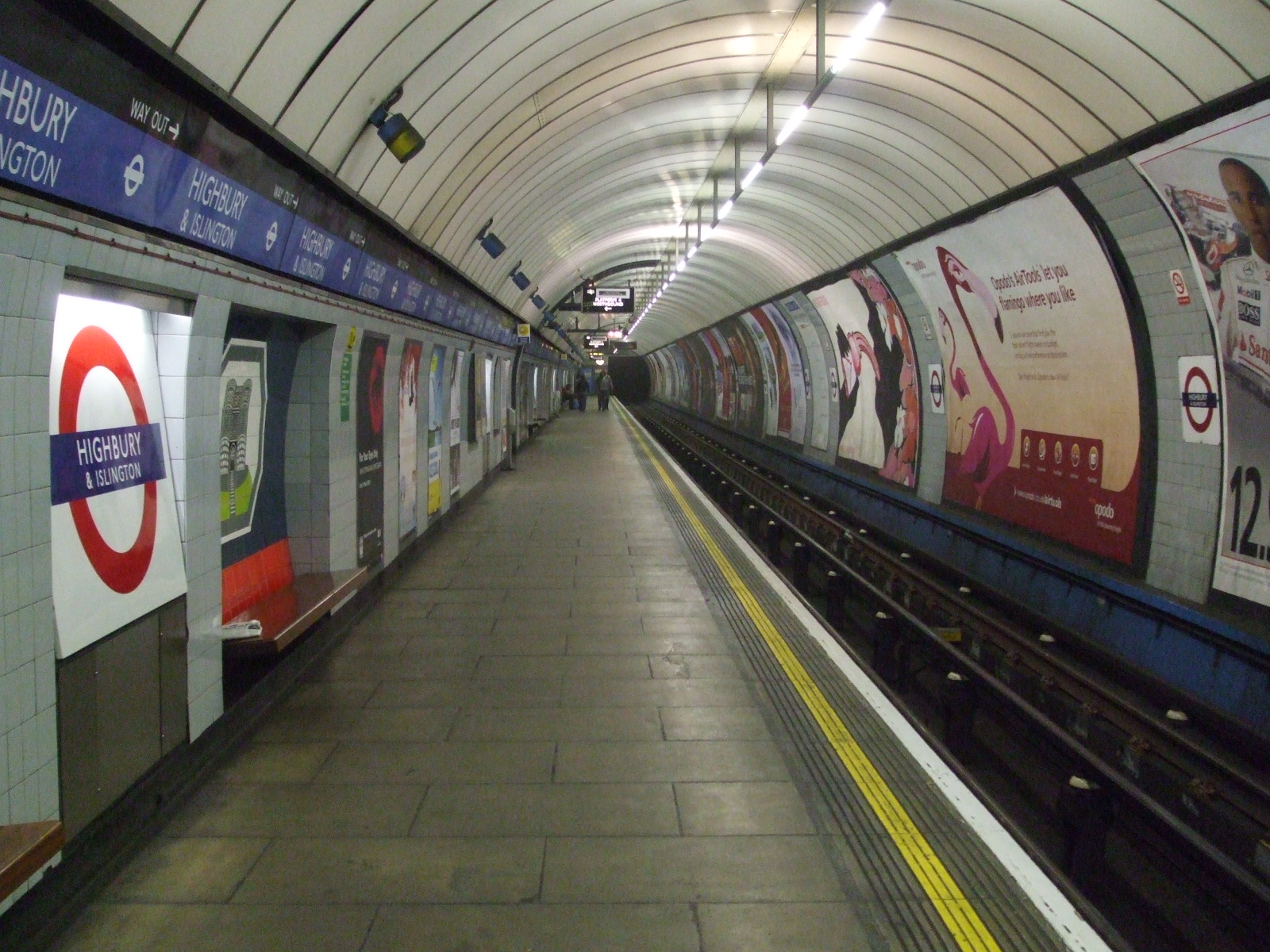
Jeden z peronów metra
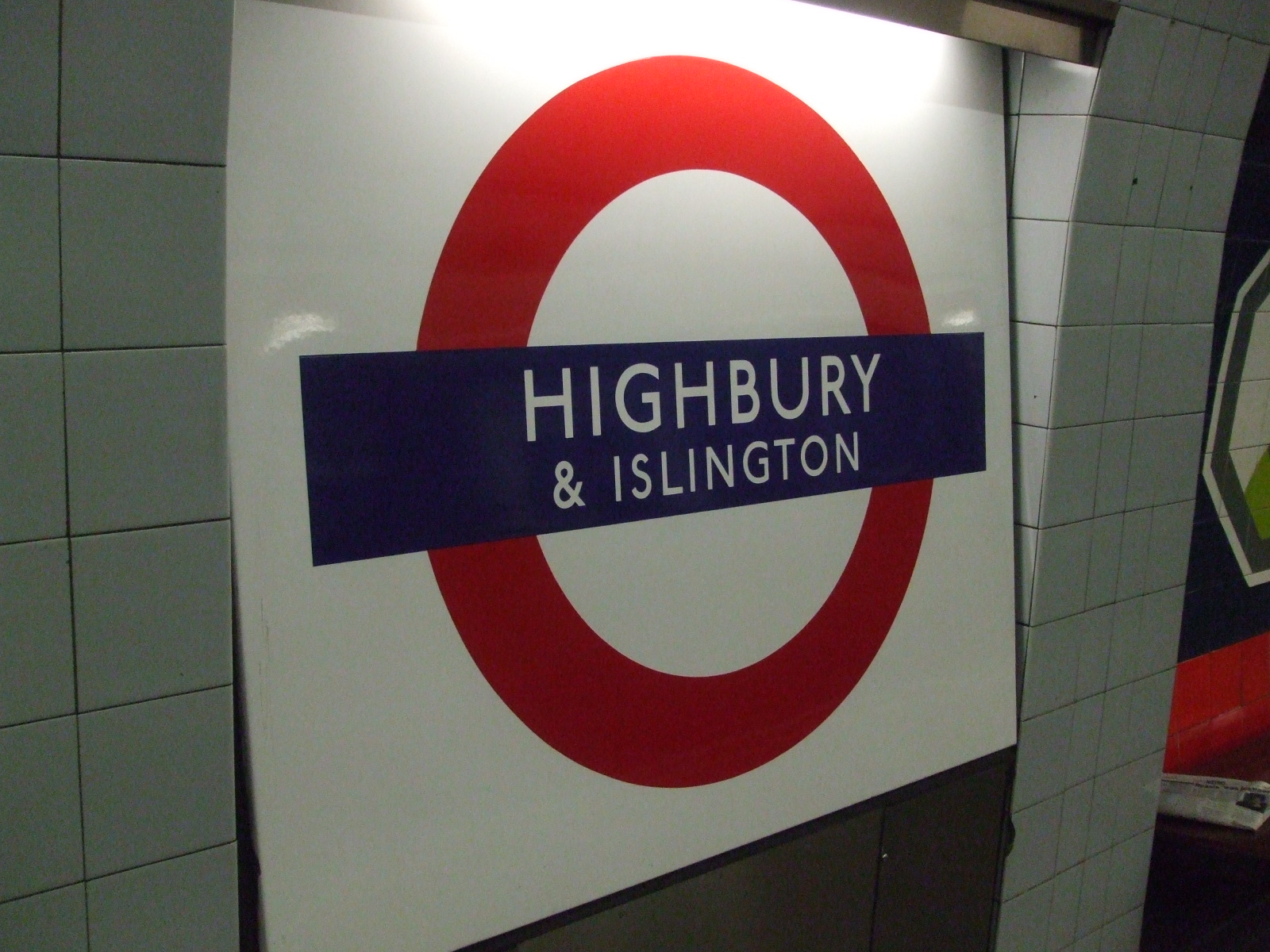
Logo stacji w sieci metra
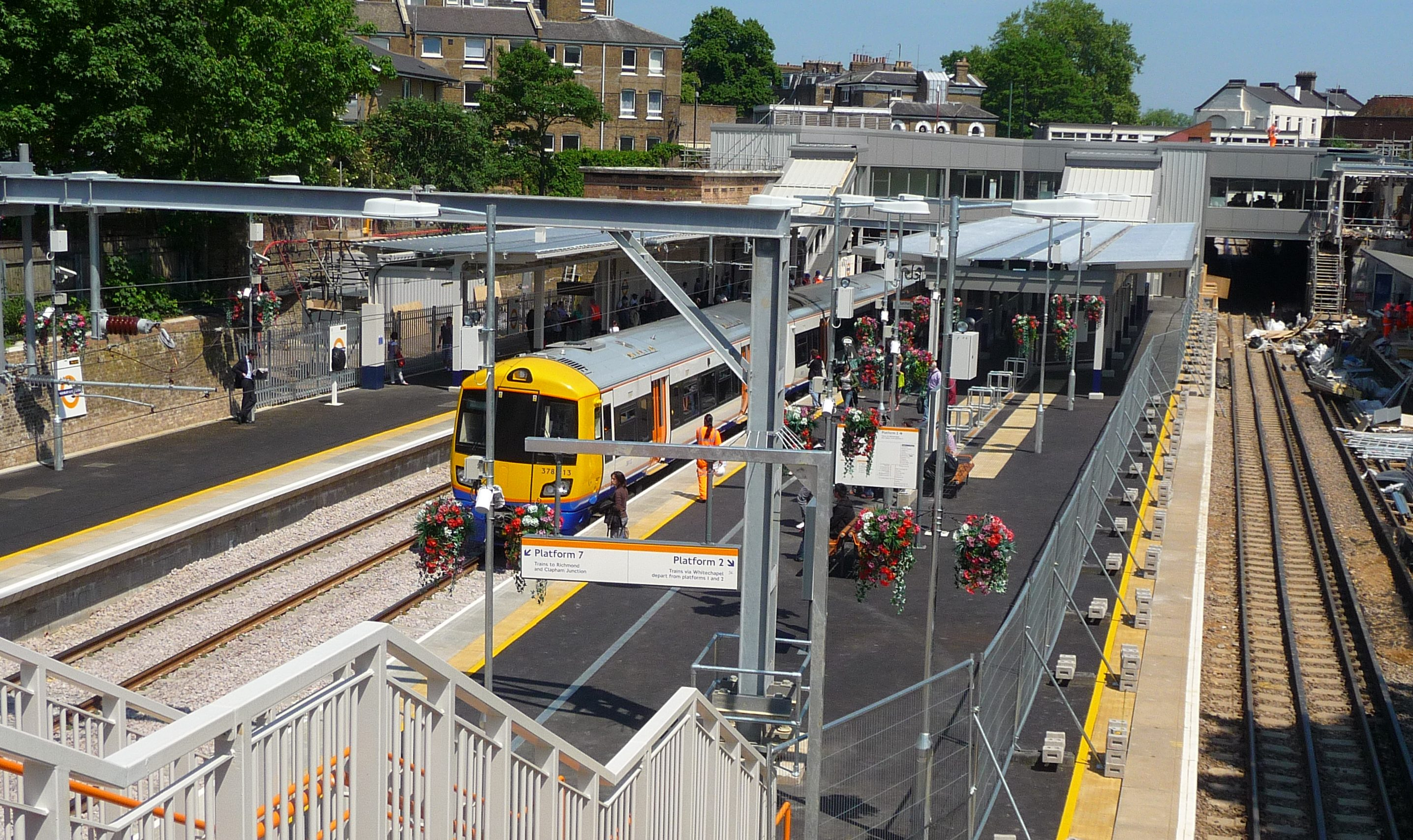
Perony London Overground
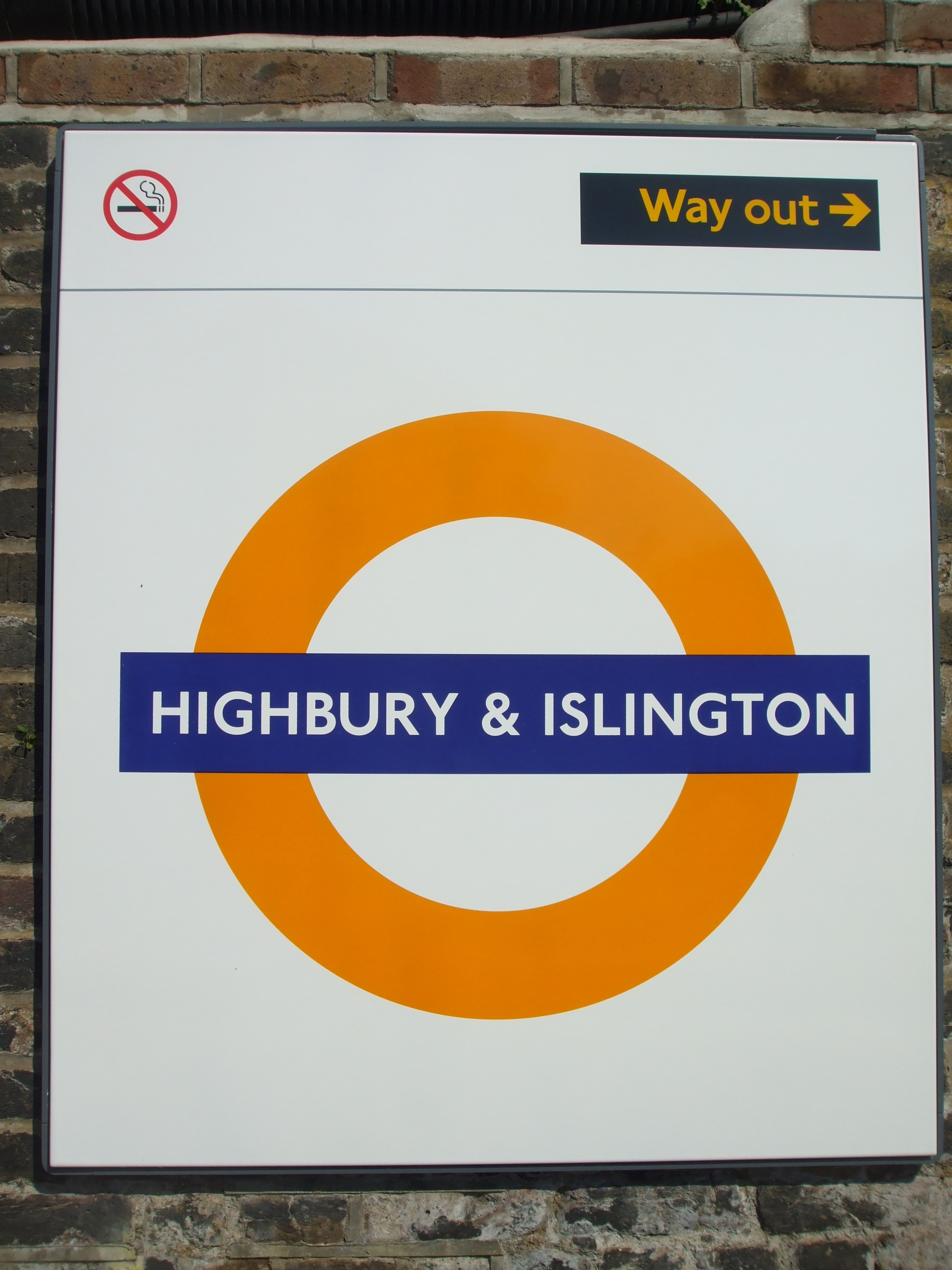
Logo stacji w sieci London Overground